# Maria Thattil
Maria Thattil (1992 o 1993) es una personalidad mediática, directora de RRHH, ganadora de concursos de belleza, podcaster, autora y actriz australiana. Fue coronada Miss Universo Australia  2020 y luego representó a Australia en Miss Universo 2020, donde quedó entre las 10 primeras.

## Biografía
Maria Thattil es una mujer australiana de origen indio. Nació en 1992 o 1993 en Melbourne después de que sus padres emigraran de la India a Australia en los años 80 o principios de los 90. Su padre es de Kerala y su madre de Bengala Occidental.
Fue a un colegio privado para niñas, sufrió acoso escolar durante su infancia y pensó que tendría que deshacerse de su identidad india para integrarse como australiana. En su adolescencia, asistió a clases de artes escénicas en la Stage School Australia.
Tiene dos títulos: una licenciatura en Ciencias Aplicadas, especialidad en Psicología, por el Royal Melbourne Institute of Technology (RMIT) y un máster en Gestión (Recursos Humanos) por la Universidad de Melbourne en 2017. Su intención era convertirse en psicóloga clínica, pero a mitad de la carrera sintió que no era lo suyo. Después de trabajar dos años en el sector minorista de la moda y disfrutar dirigiendo un equipo, cambió de rumbo y se decantó por la gestión. Tomó clases nocturnas hasta las 21:45 de lunes a viernes y trabajó en el comercio minorista todos los fines de semana durante dos años.
Thattil fue nominada para un programa de becas de Harvard, que rechazó tras decidir que su enfoque iría más allá del mundo empresarial.

## Trayectoria
Después de graduarse, Thattil hizo un montón de trabajo por contrato, incluyendo funciones de recursos humanos, hasta que obtuvo un puesto corporativo como un "socia de adquisición de talentos" en el Proyecto North East Link del Gobierno del Estado de Victoria.

### Miss Universo
Thattil fue nombrada Miss Universo Australia en octubre de 2020, y quedó entre las 10 mejores del concurso mundial como la tercera mujer de color en representar a Australia. Dijo que se había presentado al concurso en parte «para redefinir los estándares de belleza australianos» en Australia, que se enfocaban en mujeres blancas altas  (ella mide solo 1,70 m), y para desafiar a los acosadores y trolls que la habían atacado en las redes sociales. Al ganar el concurso, se convirtió en la tercera mujer de color en ganar en sus casi 70 años de historia. Fue entrevistada por los medios de comunicación e inició conversaciones sobre el racismo, así como sobre las barreras para las mujeres y los jóvenes.

### Apariciones en los medios
Ha tenido muchas apariciones en la televisión australiana, como presentadora, comentarista frecuente, y actriz.  Ha aparecido en Today Extra y Talking Honey, de Channel 9; The Morning Show, de Seven Network; News Breakfast e India Now, de ABC; y Studio 10, de Network 10.
En enero de 2022, Thattil apareció como concursante en la octava temporada de I'm a Celebrity...Get Me Out of Here! Australia. Fue la segunda concursante eliminada. Durante su estancia en la jungla, se declaró bisexual.
En 2023, comenzó a hacer apariciones ocasionales como copresentadora en el programa de noticias de actualidad The Project, de Network 10. En julio de ese año, se convirtió en la nueva presentadora del programa The Project. En julio de ese año, se convirtió en la presentadora de su propio podcast The Maria Thattil Show.
El 4 de agosto de 2023, Thattil fue juez invitada en un episodio de RuPaul's Drag Race Down Under.
El 2 de septiembre de 2024 apareció en el programa de actualidad de ABC Television Q+A, en un evento especial filmado en Dandenong, Victoria.

### Actriz
En agosto de 2023 Thattil debutó como actriz en un papel invitado en el reinicio de Mother and Son en ABC Television.
En diciembre de 2023, Thattil se unió al reparto de Neighbours en el papel invitado de Amira Devkar, el primer personaje queer sudasiático de la serie. ¡Hizo su primera aparición en mayo de 2024, y apareció en seis episodios de la serie.
Ha creado una serie en TikTok llamada Lets Get Ducking Famous! en la que su personaje, Naomi, y su amiga intentan hacer famoso a su pato en las redes sociales.

### Escritora
Tras firmar un contrato con Penguin en agosto de 2021, comenzó a escribir al año siguiente. En 2023 publicó Unbounded, un libro que aborda las complejidades de la identidad. Describe el libro como "en parte memorias, en parte inspiración", y se basa en una investigación académica.

## Otras actividades
Thattil es partidaria de la diversidad, la inclusión y la igualdad. Defiende a las mujeres y a la comunidad LGBTQIA+  y está en contra del racismo.  En 2024 ya contaba con más de 70.000 seguidores en las redes sociales.
En 2022 dijo que podría considerar la posibilidad de dedicarse a la política cuando sea mayor.
Thattil ha sido embajadora de las campañas Witchery White Shirt, que recauda fondos para la Fundación de Investigación del Cáncer de Ovarios, al menos desde 2022 y a partir de 2024.
En octubre de 2023, dio una charla en TedX Sydney, titulada "The 6 Words You Need To Change Your Life" (Las 6 palabras que necesitas para cambiar tu vida), en la que habló sobre abrazar su auténtico yo y usar su voz y plataforma para hablar sobre temas que son importantes para ella.
También ha representado a muchas marcas conocidas, como Olay, Alfa Romeo, Clinique, Myer y Tommy Hilfiger, entre otras. Ha sido oradora principal y anfitriona en muchos actos para conglomerados internacionales y otras instituciones, como Microsoft, Westpac, Are Media, Verizon Media y las principales universidades de Melbourne.

## Reconocimientos
- 2023: "Voz del Ahora", en los Premios Mujeres del Año de Marie Claire, "por su trabajo como australiana pionera que ha roto barreras y defendido el cambio".[13]
- 2024: Nombrada como una de las seis homenajeadas del evento "BOLD, BRIGHT, BRAVE" de la revista Elle.[13]

## Vida personal
Thattil se identifica como bisexual y ha hecho campaña a favor de la aceptación de las personas LGBTQI. Salió del armario en la televisión nacional (en el programa I'm A Celebrity...Get Me Out Of Here!), después de haber estado trabajando para una organización benéfica para jóvenes LGBTQIA+ llamada Minus18 en nombre de su hermano, que es gay. Dijo que la salida del armario ante sus padres fue más fácil porque su hermano había salido del armario como gay ocho años antes. Anteriormente formaban parte de una comunidad culturalmente conservadora, pero desde entonces habían cambiado considerablemente sus opiniones. Sus padres la apoyan ahora completamente a ella y a su hermano. Tuvo una relación con un hombre a los 20 años, y empezó a explorar su identidad sexual después de que se separaran.
Ella reveló que tuvo un aborto a los 21 años, y opina que el aborto es parte de la atención médica y "un derecho humano fundamental".
A 2022 she lives in Melbourne. In September 2023 she revealed her relationship with former AFLW player and Survivor contestant Moana Hope. The couple split in February 2025.

## Televisión
| Espectáculo                           | Role                 | Año          | Notas                   |
| ------------------------------------- | -------------------- | ------------ | ----------------------- |
| I'm a Celebrity...Get Me Out of Here! | Concursante          | 2022         | Eliminado segundo       |
| The Proyect                           | Coanfitrión invitado | 2023-present |                         |
| Mother and Son                        | Priya                | 2023         | Invitado; episodio 2    |
| Neighbours                            | Amira Devkar         | 2024         | Recurrente; 6 episodios |